# الرفيق (أسماء الله الحسنى)
الرفيق هو من أسماء الله الحسنى في الإسلام، ومعناه: المُتَّصِفُ بالرفق الحلم والأناة واللطف والرحمة واللين والرأفة، رفيق لطيف في قدره.

## في السنة النبوية
لم يرد اسم الله الرفيق في القرآن الكريم، ولكن ورد في السنة النبوية، منها:
- عن عائشة بنت أبي بكر عن النبي أنه قال:[1] «يَا عَائِشَةُ، إِنَّ اللَّهَ رَفِيقٌ يُحِبُّ الرِّفْقَ، وَيُعْطِي عَلَى الرِّفْقِ مَا لَا يُعْطِي عَلَى الْعُنْفِ، وَمَا لَا يُعْطِي عَلَى مَا سِوَاهُ »
- وفي رواية آخرى: «إِنَّ اللَّهَ رَفِيقٌ يُحِبُّ الرِّفْقَ فِي الأْمْرِ كُلِّهِ».[2]

وجاء في العديد من الأحاديث دعوة المسلمين للرفق، منها:
- « مَنْ يُحْرَمِ الرِّفْقَ يُحْرَمِ الْخَيْرَ كُلَّهُ».[3]
- «إِنَّ الرِّفْقَ لاَ يَكُونُ فِي شَيء إِلاَّ زَانَهُ وَلاَ يُنْزَعُ مِنْ شَىْءٍ إِلاَّ شَانَهُ».[4]
- «إذا أرادَ اللهُ بأهلِ بيْتٍ خيرًا أدخلَ عليهِمُ الرِّفْقَ».[5]

## الأقوال في معناه
- قال القرطبي:[6] «فهو الرفيق: أي الكثير الرفق، وهو اللين والتسهيل، وضده العنف والتشديد والتصعيب.

وقد يجيء الرفق بمعنى: الإرفاق، وهو إعطاء ما يرتفق به، وهو قول أبي زيد. وكلاهما صحيح في حق الله تعالى.
إذ هو الميسر والمسهل لأسباب الخير كلها، والمعطي لها وأعظمها: تيسير القرآن للحفظ، ولولا ما قاله ﴿وَلَقَدْ يَسَّرْنَا الْقُرْآنَ لِلذِّكْرِ﴾ سورة القمر:17 ما قدر على حفظه أحد، فلا تيسير إلا بتيسيره، ولا منفعة إلا بإعطائه وتقديره.
وقد يجيء الرفق أيضاً بمعنى: التمهل في الأمور والتأني فيها، يقال منه: وقفت الدابة أرفقها رفقاً، إذا شددت عضدها بحبل لتبطئ في مشيها.
وعلى هذا يكون (الرفيق) في حق الله تعالى بمعنى (الحليم)؛ فإنه لا يعجل بعقوبة العصاة ليتوب من سبقت له العناية، ويزداد إثماً من سبقت له الشقاوة.»
- قال الخطابي:[6] «قوله: "إن الله رفيق" معناه: ليس بعجول، وإنما يعجل من يخاف الفوت، فأما من كانت الأشياء في قبضته وملكه فليس يعجل فيها»
- قال ابن القيم:[7]

## وصلات خارجية
- إن الله رفيق يحب الرفق، موقع صيد الفوائد
- اسم الله الرفيق، شرح أسماء الله الحسنى، محمد راتب النابلسي
- معنى اسم الله عز وجل ( الرفيق )، موقع الإسلام سؤال وجواب
- الرفيق، شرح أسماء الله الحسنى، الموسوعة العقدية، موقع الدرر السنية